# 731
731 (DCCXXXI) fue un año común comenzado en lunes del calendario juliano, en vigor en aquella fecha.

## Acontecimientos
- San Gregorio III sucede a San Gregorio II como papa.

## Nacimientos
- Abderramán I, primer emir independiente de Córdoba.

## Fallecimientos
- 10 de febrero: Gregorio II, papa.